# Wigginton (Hertfordshire)
Wigginton es una parroquia civil y un pueblo del distrito de Dacorum, en el condado de Hertfordshire (Inglaterra).

## Geografía
Según la Oficina Nacional de Estadística británica, Wigginton tiene una superficie de 6,8 km².

## Demografía
Según el censo de 2001, Wigginton tenía 1402 habitantes (50,07% varones, 49,93% mujeres) y una densidad de población de 206,18 hab/km². El 17,69% eran menores de 16 años, el 75,32% tenían entre 16 y 74, y el 6,99% eran mayores de 74. La media de edad era de 41,57 años. Del total de habitantes con 16 o más años, el 21,92% estaban solteros, el 61,53% casados, y el 16,55% divorciados o viudos.
El 93,58% de los habitantes eran originarios del Reino Unido. El resto de países europeos englobaban al 2,07% de la población, mientras que el 4,35% había nacido en cualquier otro lugar. Según su grupo étnico, el 99,07% eran blancos, el 0,36% mestizos, el 0,36% asiáticos, y el 0,21% negros. El cristianismo era profesado por el 77,87%, el judaísmo por el 0,5%, y cualquier otra religión, salvo el budismo, el hinduismo, el islam y el sijismo, por el 0,21%. El 14,85% no eran religiosos y el 6,57% no marcaron ninguna opción en el censo.
Había 581 hogares con residentes, 4 vacíos, y 3 eran alojamientos vacacionales o segundas residencias.